# Щеблыкин, Павел Яковлевич
Павел Яковлевич Щеблыкин — советский хозяйственный, государственный и политический деятель, Герой Социалистического Труда.

## Биография
Родился 31 мая 1927 года в станице Хадыженской. Член КПСС.
С 1941 года — на хозяйственной, общественной и политической работе. В 1941—1983 гг. — работник, буровик, буровой мастер местного нефтепромысла треста «Хадыженнефть», буровой мастер Шатлыкского управления буровых работ объединения «Туркменгазпром» Министерства газовой промышленности СССР в Марыйской области Туркменской ССР.
Указом Президиума Верховного Совета СССР от 12 мая 1977 года за выдающиеся успехи в выполнении принятых на 1976 год социалистических обязательств по проходке скважин и повышению производительности труда присвоено звание Героя Социалистического Труда с вручением ордена Ленина и золотой медали «Серп и Молот».
За успешное внедрение передовых методов добычи топлива был в составе коллектива удостоен Государственной премии СССР за выдающиеся достижения в труде.
С 1983 года — персональный пенсионер союзного значения.
Умер в поселке Яблоновский 6 сентября 2013 года.